# ماكغيل (نيفادا)
ماكغيل (بالإنجليزية: McGill)‏ هو مكان مخصص للتعداد (CDP) في مقاطعة وايت باين في ولاية نيفادا الأمريكية. وبلغ عدد السكان 1,148 نسمة حسب تعداد عام 2010.

## التركيبة السكانية
حدّد مكتب تعداد الولايات المتحدة بيانات التركيبة السكانية لماكغيل في تعداد الولايات المتحدة. في ما يلي، التركيبة السكانية حسب تعدادي 2000 و2010.

### تعداد عام 2000
بلغ عدد سكان ماكغيل 1,054 نسمة بحسب تعداد عام 2000، وبلغ عدد الأسر 448 أسرة وعدد العائلات 306 عائلة مقيمة في المنطقة السكنية. في حين سجلت الكثافة السكانية 363.4 نسمة لكل كيلومتر مربع (941.2/ميل2). وبلغ عدد الوحدات السكنية 599 وحدة بمتوسط كثافة قدره 206.6 لكل كيلومتر مربع (535.1/ميل2).
وتوزع التركيب العرقي للمنطقة السكنية بنسبة 94.02% من البيض و2.75% من الأمريكيين الأصليين و0.19% من الأمريكيين ذوي الأصول الآسيوية و0.09% من سكان جزر المحيط الهادئ و1.80% من الأعراق الأخرى و1.14% من عرقين مختلطين أو أكثر و6.74% من الهسبانيون أو اللاتينيون من أي عرق.
بلغ عدد الأسر 448 أسرة كانت نسبة 28.1% منها لديها أطفال تحت سن الثامنة عشر تعيش معهم، وبلغت نسبة الأزواج القاطنين مع بعضهم البعض 54.9% من أصل المجموع الكلي للأسر، ونسبة 8.5% من الأسر كان لديها معيلات من الإناث دون وجود شريك، بينما كانت نسبة 4.9% من الأسر لديها معيلون من الذكور دون وجود شريكة وكانت نسبة 31.7% من غير العائلات. تألفت نسبة 27.9% من أصل جميع الأسر من عدة أفراد يعيشون في نفس المنزل ونسبة 14.1% كانت تتألف من شخص يعيش بمفرده يبلغ من العمر 65 عاماً أو أكثر. وبلغ متوسط حجم الأسرة المعيشية 2.35، أما متوسط حجم العائلات فبلغ 2.89.
بلغ العمر الوسطي للسكان 42.6 عاماً. وكانت نسبة 24.7% من القاطنين تحت سن الثامنة عشر، وكانت نسبة 6.4% بين الثامنة عشر والرابعة والعشرين عاماً، ونسبة 22.8% كانت واقعةً في الفئة العمرية ما بين الخامسة والعشرين والرابعة والأربعين عاماً، ونسبة 25% كانت ما بين الخامسة والأربعين والرابعة والستين، ونسبة 21.2% كانت ضمن فئة الخامسة والستين عاماً فما فوق. يوجد لكل 100 أنثى 97.7 ذكر، ويوجد لكل 100 أنثى في الثامنة عشر من عمرها فما فوق 97.5 ذكر.
بلغ متوسط دخل الأسرة في المنطقة السكنية 32,039 دولارًا، أما متوسط دخل العائلة فبلغ 42,679 دولارًا. وكان متوسط دخل الذكور 36,149 دولارًا مقابل 19,813 دولارًا للإناث. وسجل دخل الفرد الخاص بالمنطقة السكنية 15,643 دولارًا. وكانت نسبة 11% من العائلات ونسبة 10.5% من السكان تحت خط الفقر، وكان من هؤلاء نسبة 13% تحت سن الثامنة عشر ونسبة 0% في الخامسة والستين من العمر وما فوق.

### تعداد عام 2010
بلغ عدد سكان ماكغيل 1,148 نسمة بحسب تعداد عام 2010، وبلغ عدد الأسر 473 أسرة وعدد العائلات 306 عائلة مقيمة في المنطقة السكنية. في حين سجلت الكثافة السكانية 395.9 نسمة لكل كيلومتر مربع (1,025.4/ميل2). وبلغ عدد الوحدات السكنية 582 وحدة بمتوسط كثافة قدره 200.7 لكل كيلومتر مربع (519.8/ميل2).
وتوزع التركيب العرقي للمنطقة السكنية بنسبة 92.16% من البيض و0.52% من الأمريكيين الأفارقة و1.83% من الأمريكيين الأصليين و0.35% من الأمريكيين ذوي الأصول الآسيوية و2.53% من الأعراق الأخرى و2.61% من عرقين مختلطين أو أكثر و9.58% من الهسبانيون أو اللاتينيون من أي عرق.
بلغ عدد الأسر 473 أسرة كانت نسبة 28.1% منها لديها أطفال تحت سن الثامنة عشر تعيش معهم، وبلغت نسبة الأزواج القاطنين مع بعضهم البعض 48.6% من أصل المجموع الكلي للأسر، ونسبة 9.5% من الأسر كان لديها معيلات من الإناث دون وجود شريك، بينما كانت نسبة 6.6% من الأسر لديها معيلون من الذكور دون وجود شريكة وكانت نسبة 35.3% من غير العائلات. تألفت نسبة 28.5% من أصل جميع الأسر من عدة أفراد يعيشون في نفس المنزل ونسبة 14.8% كانت تتألف من شخص يعيش بمفرده يبلغ من العمر 65 عاماً أو أكثر. وبلغ متوسط حجم الأسرة المعيشية 2.43، أما متوسط حجم العائلات فبلغ 2.96.
بلغ العمر الوسطي للسكان 44.6 عاماً. وكانت نسبة 24.3% من القاطنين تحت سن الثامنة عشر، وكانت نسبة 6.2% بين الثامنة عشر والرابعة والعشرين عاماً، ونسبة 19.9% كانت واقعةً في الفئة العمرية ما بين الخامسة والعشرين والرابعة والأربعين عاماً، ونسبة 30.8% كانت ما بين الخامسة والأربعين والرابعة والستين، ونسبة 18.8% كانت ضمن فئة الخامسة والستين عاماً فما فوق. وتوزع التركيب الجنسي للسكان بنسبة 50.3% ذكور و49.7% إناث.

## المناخ
يظهر الجدول التالي التغييرات المناخية على مدار السنة لماكغيل:
| البيانات المناخية لـماكغيل                  | البيانات المناخية لـماكغيل | البيانات المناخية لـماكغيل | البيانات المناخية لـماكغيل | البيانات المناخية لـماكغيل | البيانات المناخية لـماكغيل | البيانات المناخية لـماكغيل | البيانات المناخية لـماكغيل | البيانات المناخية لـماكغيل | البيانات المناخية لـماكغيل | البيانات المناخية لـماكغيل | البيانات المناخية لـماكغيل | البيانات المناخية لـماكغيل | البيانات المناخية لـماكغيل |
| الشهر                                       | يناير                      | فبراير                     | مارس                       | أبريل                      | مايو                       | يونيو                      | يوليو                      | أغسطس                      | سبتمبر                     | أكتوبر                     | نوفمبر                     | ديسمبر                     | المعدل السنوي              |
| ------------------------------------------- | -------------------------- | -------------------------- | -------------------------- | -------------------------- | -------------------------- | -------------------------- | -------------------------- | -------------------------- | -------------------------- | -------------------------- | -------------------------- | -------------------------- | -------------------------- |
| الدرجة القصوى °ف (°م)                       | 66 (19)                    | 70 (21)                    | 80 (27)                    | 89 (32)                    | 96 (36)                    | 100 (38)                   | 104 (40)                   | 100 (38)                   | 93 (34)                    | 92 (33)                    | 78 (26)                    | 68 (20)                    | 104 (40)                   |
| متوسط درجة الحرارة الكبرى °ف (°م)           | 39.0 (3.9)                 | 42.3 (5.7)                 | 49.1 (9.5)                 | 57.6 (14.2)                | 67.6 (19.8)                | 78.0 (25.6)                | 86.9 (30.5)                | 84.8 (29.3)                | 76.2 (24.6)                | 63.6 (17.6)                | 49.9 (9.9)                 | 40.9 (4.9)                 | 61.3 (16.3)                |
| متوسط درجة الحرارة الصغرى °ف (°م)           | 15.3 (−9.3)                | 18.8 (−7.3)                | 24.0 (−4.4)                | 30.6 (−0.8)                | 38.3 (3.5)                 | 46.4 (8.0)                 | 54.7 (12.6)                | 52.9 (11.6)                | 43.4 (6.3)                 | 33.2 (0.7)                 | 23.8 (−4.6)                | 16.9 (−8.4)                | 33.2 (0.7)                 |
| أدنى درجة حرارة °ف (°م)                     | −25 (−32)                  | −25 (−32)                  | −18 (−28)                  | 6 (−14)                    | 15 (−9)                    | 20 (−7)                    | 24 (−4)                    | 27 (−3)                    | 20 (−7)                    | 4 (−16)                    | −17 (−27)                  | −24 (−31)                  | −25 (−32)                  |
| الهطول إنش (مم)                             | 0.63 (16)                  | 0.65 (17)                  | 0.75 (19)                  | 0.95 (24)                  | 1.03 (26)                  | 0.76 (19)                  | 0.69 (18)                  | 0.76 (19)                  | 0.68 (17)                  | 0.80 (20)                  | 0.56 (14)                  | 0.59 (15)                  | 8.86 (225)                 |
| متوسط تساقط الثلوج إنش (سم)                 | 4.4 (11)                   | 4.7 (12)                   | 4.2 (11)                   | 2.2 (5.6)                  | 0.5 (1.3)                  | 0.2 (0.51)                 | 0.0 (0.0)                  | 0 (0)                      | 0 (0)                      | 0.7 (1.8)                  | 1.7 (4.3)                  | 3.5 (8.9)                  | 22.1 (56)                  |
| المصدر: The Western Regional Climate Center |                            |                            |                            |                            |                            |                            |                            |                            |                            |                            |                            |                            |                            |

## أعلام
- بيل آيرلادند